# NGC 3030
NGC 3030 est une petite galaxie lenticulaire située dans la constellation de l'Hydre. NGC 3030 a été découverte par l'astronome américain Francis Leavenworth en 1886.

## Caractéristiques
Sa vitesse par rapport au fond diffus cosmologique est de 3 053 ± 38 km/s, ce qui correspond à une distance de Hubble de 45,0 ± 3,2 Mpc (∼147 millions d'al).